# 효자김석한정려
효자김석한정려는 대한민국 전라남도 해남군 북평면 남창리에 있는 정려이다. 2019년 1월 4일 해남군의 향토문화유산 제37호로 지정되었다.

## 지정 사유
효자 김석한의 석조 정려로 1924년(甲子) 건립하고 1980년 중수한 기록이 비석에 표기되어 있다.
석비는 근대에 중수한 비석이지만 흔치 않은 석조 정려라는 점에서 건조물로서 유형적 가치가 있다.